# Ribeirão (Pernambuco)
Ribeirão es un municipio brasileño del estado de Pernambuco.Está formado por los distritos sede, Aripibu y José Mariano. Tiene una población estimada al 2020 de 47.616 habitantes.
El distrito de Ribeirão formaba parte de la ciudad vecina Gameleira, y con pasar del tiempo tuvo su emancipación. Limita con las ciudades de Palmares, Água Preta y Xexeu, y está ubicada a 30 km de la ciudad de Vitória de Santo Antão, y a 90 km de la capital Recife.

## Historia
Ribeirão se originó gracias a la operación del ingenio de Ribeirão.
La ciudad es conocida como "canaviais" ("campos de caña"), según historiadores e investigadores este título proviene del inicio del siglo XVII, cuando los portugueses traían negros africanos de sus colonias como mano de obra esclava en los ingenios de azúcar. Estos negros eran vendidos como mercancías entre los señores y vivían en condiciones precarias. En la región norte de Ribeirão habitaba el señor de ingenio, la persona más rica de toda región de la Mata Sur de Pernambuco y una de sus esclavas acabó embarazada de otro esclavo, su señora  como castigo de su acto planeaba cortar su cabeza en frente de los otros esclavos para concientizar acerca de sus comportamientos pecaminosos. Asustada, la esclava consiguió la ayuda de otros esclavos para huir, y corrió por los campos de caña donde parió al bebe y enseguida falleció. El niño fue encontrado llorando al lado del cuerpo de su madre por los capataces de la hacienda entre los campos de caña. Dicen que sus delicados ojos azules conmovieron el alma de los capataces que le dieron el nombre de Princesa dos Canaviais, por ser muy bella y por nacer en una los campos de caña. Más tarde ese título de Princesa dos Canaviais fue utilizado como apodo de la ciudad.
Ribeirão tiene un gran tradición en la producción de caña de azúcar, la ciudad celebra su cosecha en el mes de enero con una gran fiesta. Carnaval que se celebra con las "Cambindas de Ribeirão", un bloque carnavalesco que pasa por las calles recordando el tiempo de la esclavitud, donde todos sus integrantes se pintan de negro con derecho a rey y la reina y salen a las calles, tradición de más de 40 años.
La ciudad se emancipó de Gameleira el 11 de septiembre de 1928, elevando su condición a municipio.